# Jadraque
Jadraque est une commune d'Espagne de la province de Guadalajara dans la communauté autonome de Castille-La Manche.

## Personnalité liée à la commune
- Pierre Urraca de la Sainte Trinité (1583-1657) vénérable mercédaire, né à Jadraque.